# Ährenfischverwandte
Die Ährenfischverwandten (Atherinomorphae) sind eine Überordnung von Knochenfischen aus der Gruppe der Barschverwandten (Percomorphaceae). Es sind vor allem kleine bis mittelgroße Fische, die oft nah der Wasseroberfläche leben. In Süßgewässern und Brackwasser kommen 75 % der Arten vor, der Rest küstennah im Meer.

## Merkmale
Die Ährenfischverwandten haben einen vorstülpbaren (protraktilen) Oberkiefer, der im Unterschied zu anderen Stachelflossern kein Kugelgelenk zwischen Os palatinum und dem Maxillare aufweist. Ihnen fehlen auch die gekreuzt liegenden Bänder zwischen beiden Knochen. Die Ränder von Kiemendeckel und Vorkiemendeckel sind ungesägt und haben keine Stacheln. Kammschuppen treten selten auf. Die Anzahl der Branchiostegalstrahlen liegt bei 4 bis 15.

## Fortpflanzung
Ursprünglich waren sie Bodenlaicher. Ihre Eier besitzen charakteristische Fäden zur Verankerung. Mehrere Gruppen haben unabhängig voneinander Viviparie entwickelt. Die Spermatogenese findet nur im distalen (von der Körpermitte weg gerichteten) Teil des Tubulus/Lomulus (eines Teils der Hoden) statt. Alle Spermien haben kein Akrosom (Kopfkappe des Spermiums), unterscheiden sich sonst aber stark. Bei den Atherinomorphae treten auch die einzigen Knochenfischarten auf, die ausschließlich aus weiblichen Tieren bestehen. Es sind der Altwelt-Ährenfisch Menidia clarkhubbsi und einige Lebendgebärende Zahnkarpfen aus den Gattungen Poecilia und Poeciliopsis.

## Systematik

### Äußere Systematik

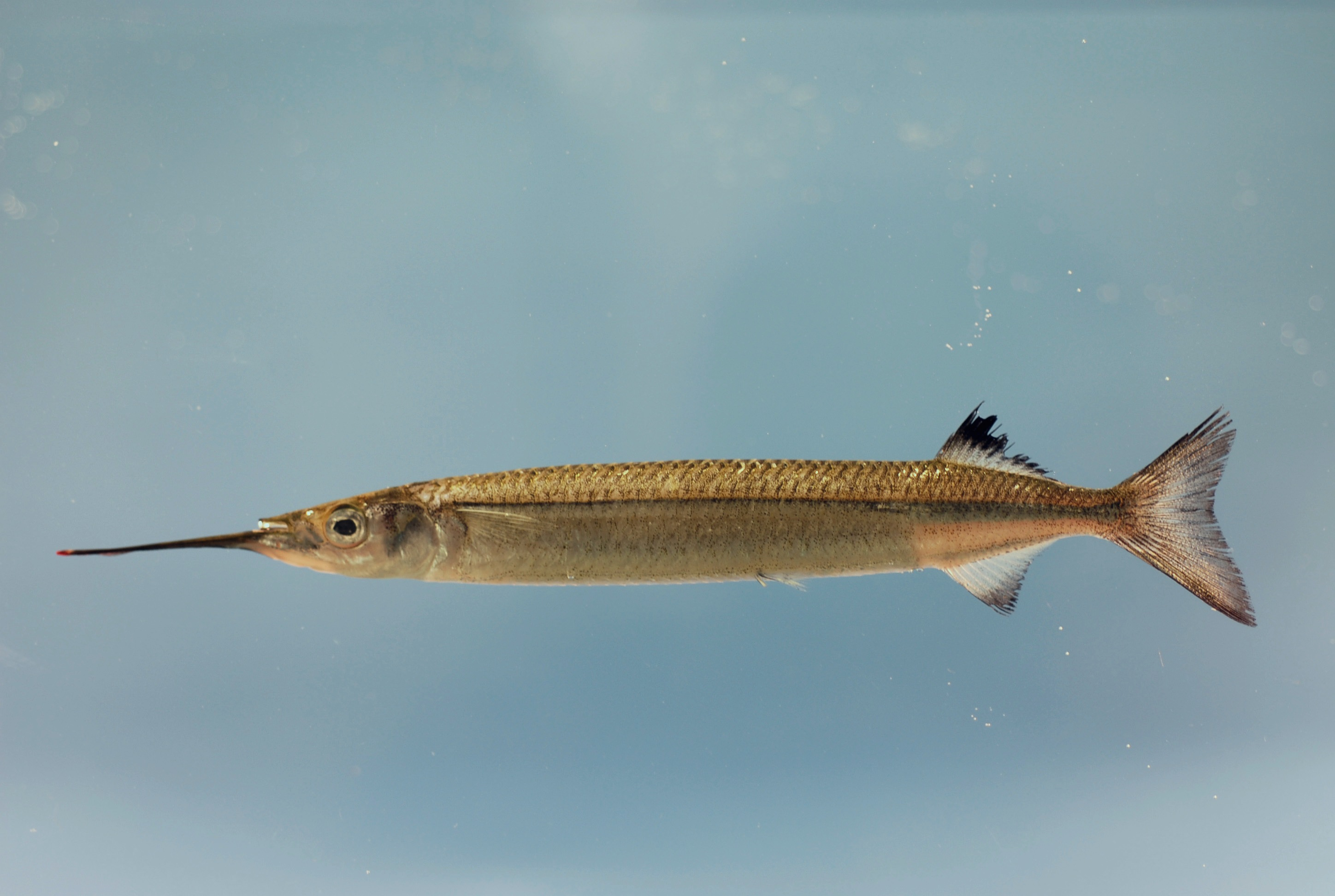
Hyporhamphus meeki aus der Ordnung Hornhechtartige

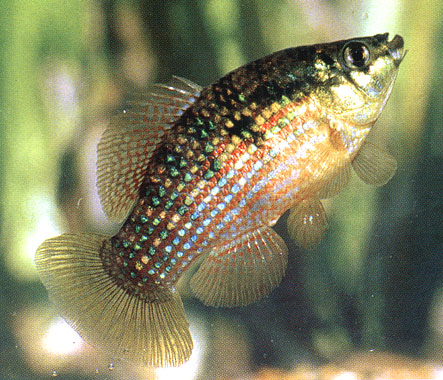
Floridakärpfling (Jordanella floridae) aus der Ordnung Zahnkärpflinge

Die Ährenfischverwandten werden in die Stachelflosser (Acanthopterygii) eingeordnet und dort traditionell den Barschverwandten gegenübergestellt. Phylogenetisch sind sie aber ein Teil der Barschverwandten. Sie gehören dort zu den monophyletischen Ovalentaria, die auch die Meeräschenartigen (Mugiliformes) und einige andere Gruppen umfassen, die ebenfalls demersale (zu Boden sinkende), mit Haftfilamenten versehene Eier legen.

### Innere Systematik
Nach Nelson gehören 1.552 rezente Arten, 193 Gattungen, 21 Familien in folgenden drei Ordnungen zu den Ährenfischverwandten.
- Ährenfischverwandte (Atherinomorpha)
  - Atherinea
    - Ordnung Ährenfischartige (Atheriniformes)

  - Cyprinodontea
    - Ordnung Hornhechtartige (Beloniformes)
    - Ordnung Zahnkärpflinge (Cyprinodontiformes)